# ديبورا هلبرن
ديبورا هلبرن (بالإنجليزية: Deborah Halpern)‏ هي نحّاتة أسترالية، ولدت في 1957.

## معرض صور

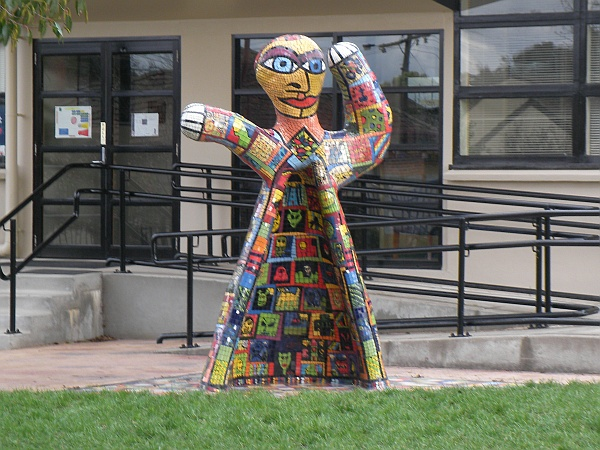
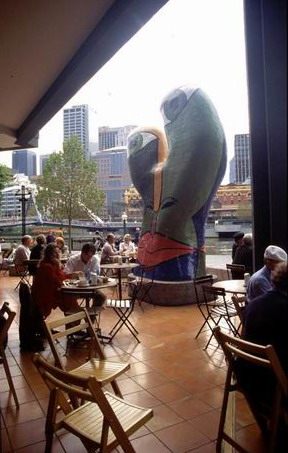
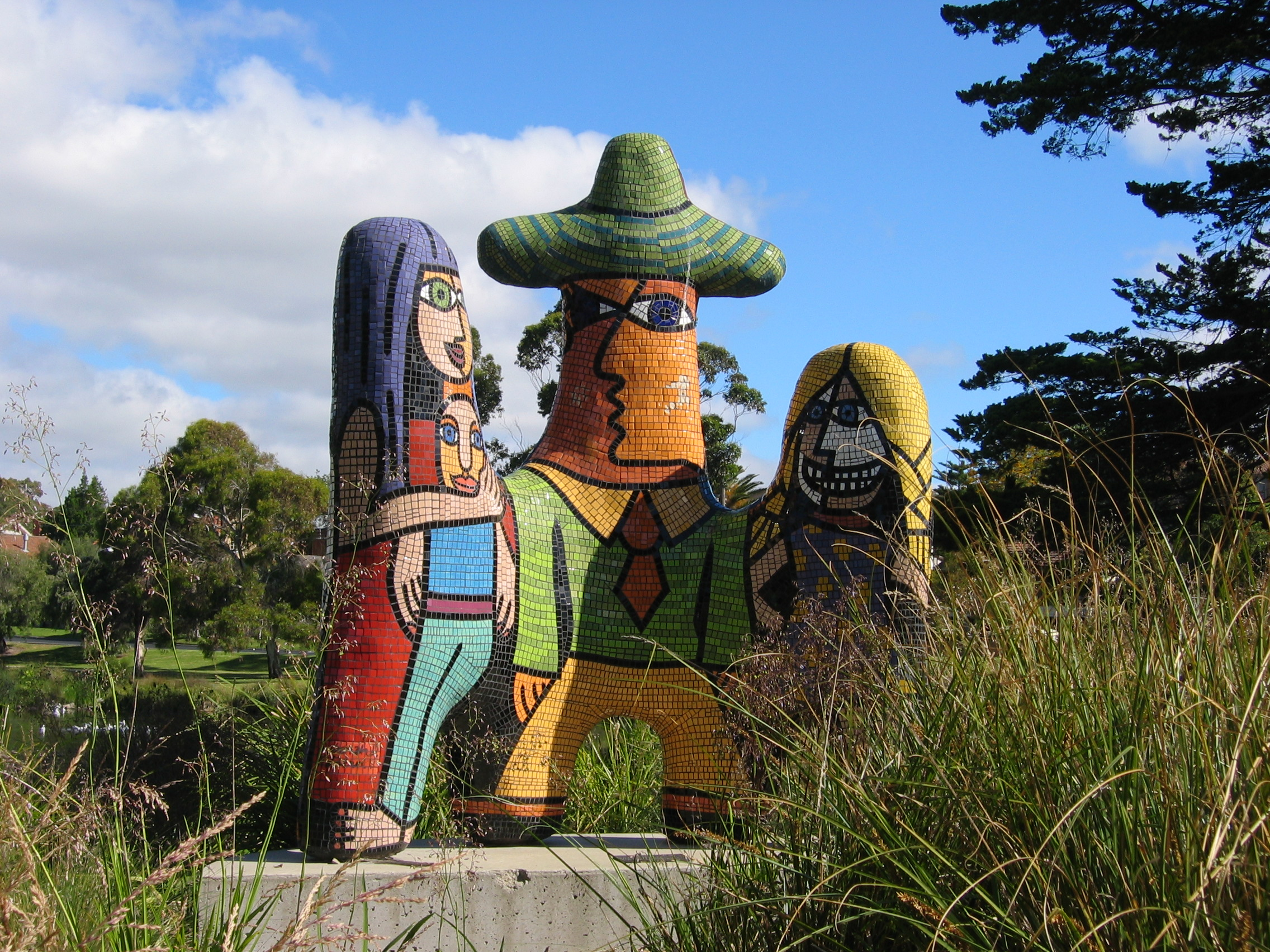
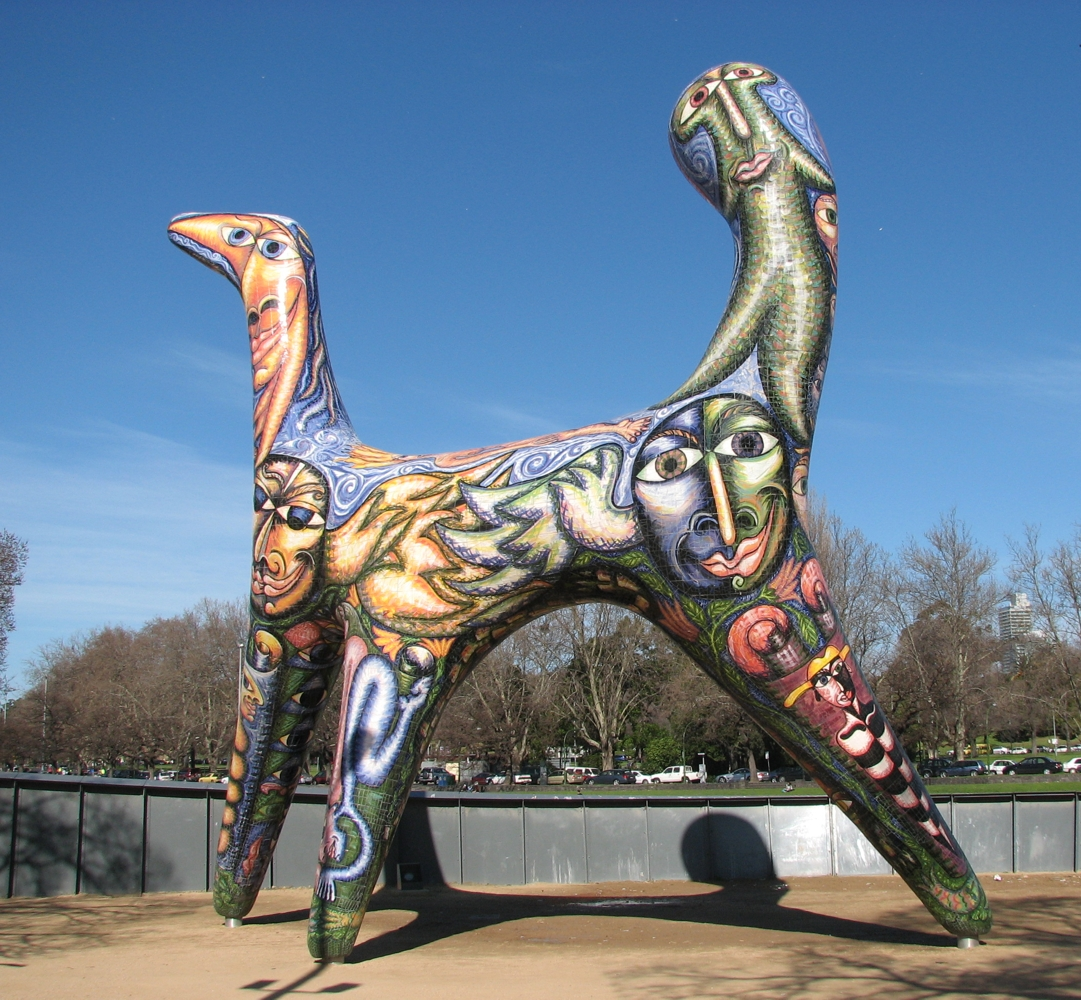
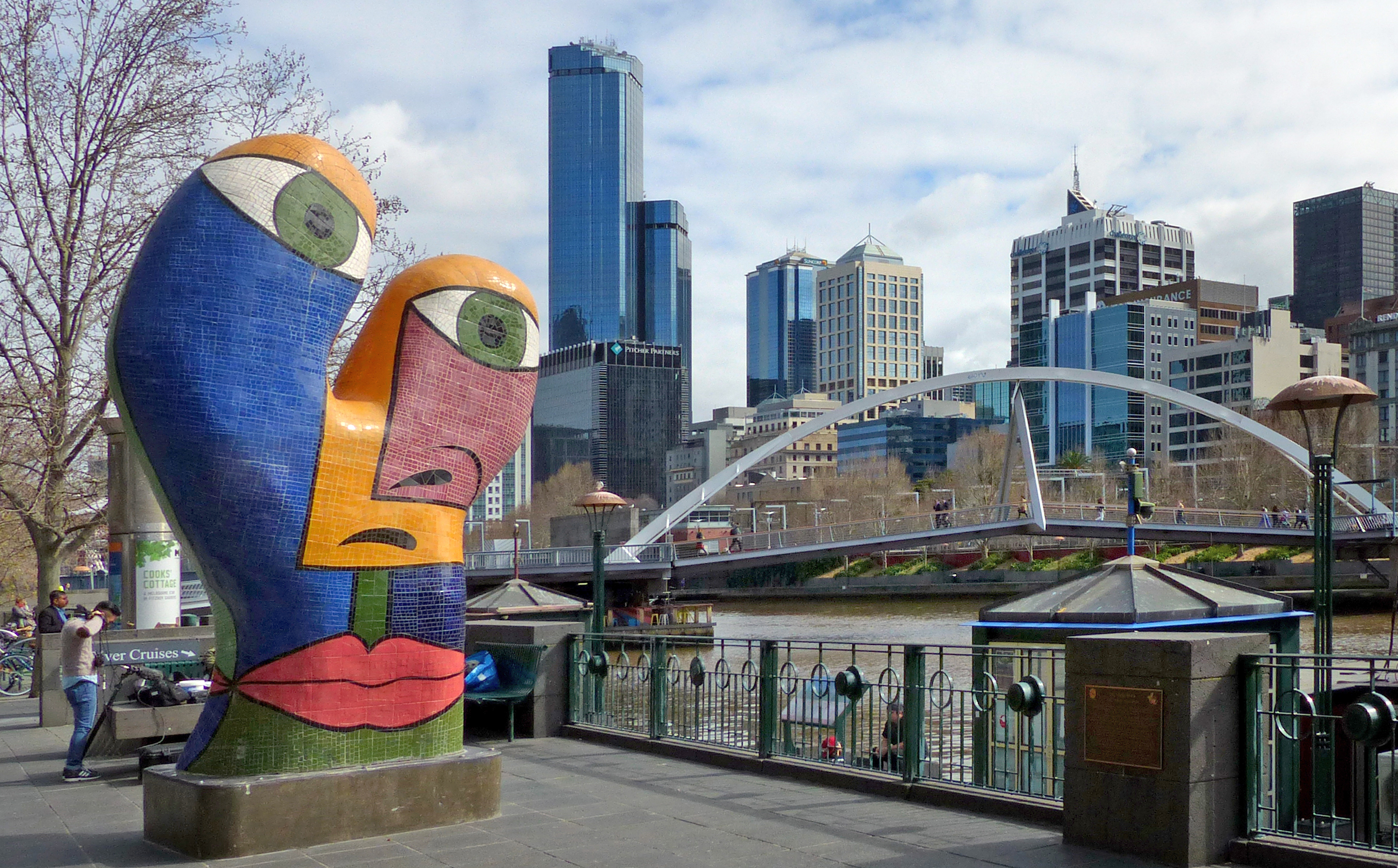